# تپه قلعه ملک
تپه قلعه ملک مربوط به هزاره سوم و۴ قبل از میلاد است و در شهرستان تاکستان، روستای قلات واقع شده و این اثر در تاریخ ۲۵ اسفند ۱۳۷۹ با شمارهٔ ثبت ۳۱۲۹ به‌عنوان یکی از آثار ملی ایران به ثبت رسیده‌است.